# Centurion
Centurion (od lat. centurio) je bio zapovjednik jedne centurije u Rimskoj vojsci. U legijama je bila uspostavljena jasna hijerarhija - postojao je zapovjedni lanac i u njemu su centurioni bili najniže pozicionirani. Ipak, ne može se reći da je centurion predstavljao čin u današnjem smislu tog pojma.
Dakle, svaki centurion je zapovijedao osnovnom jedinice legije – centurijom, u kojoj je broj legionara varirao ovisno od razdoblju i postrojbi; od oko 80-100 do 160 u pojedinim slučajevima. Na početku su centurije djelovale u skupinama po dvije i oblikovale jedan manipul. Centurion koji je zapovijedao prednjom centurijom, onom koja je u borbenoj postrojbi na bojnom polje bila bliže neprijatelju, zvao se prior a onaj drugi posterior. Nije sasvim jasno potvrđeno je li prvi bio nadređen drugome; ova je razlika najvjerojatnije imala uglavnom praktičan smisao kod rukovođenja jedinicama tijekom bitke i odnosio se na zauzimanje prve ili druge borbene crte.
Najviši čin u odnosu na druge centurione u jednoj legiji imao je centurion iz prve kohorte i nosio je naziv Primus Pilus.
Centurioni su bili okosnica profesionalne vojske, karijerni vojnici. Obično su napredovali čin po čin ili izvanredno po zaslugama.
Legionar je mogao postati centurion bez obzira na društveni stalež iz kojeg je potekao, mogao je to biti mlad siromašan građanin Rima, koji se dokazao u borbi, a mogao je to biti i mlad aristokrat kojem je to bio prvi korak u vojnoj karijeri. Kao i drugi legionari, i centurioni su najčešće bili opremljeni sljedećim vojničkim odorama:
- Lorica, oklop, imao je više varijanti: lorica hamata, lorica squamata, lorica segmentata, lorica musculata i sve su bile fleksibilne, ali i otporne.
- Balteus, vojnički opasač, "cingulum militaris", služio je za nošenje oružja i kao ukras.
- Cassis, kaciga, štitila je glavu, vrat i uši.
- Caligae, sandale za hodnju i crvena tunika bile su zajedničke svim legionarima.

Centurionovo glavno oružje bio je gladijus, mač s oštricom dugom oko 50–55 cm (i do 70 cm), vrhunsko oružje legionara za blisku borbu. Obični su legionari nosili gladius s desne strane opasača i izvlačili ga desnom rukom, jer su u lijevoj ruci nosili štit. Centurioni u pravilu nisu nosili štit pa su gladius mogli nositi na lijevoj strani opasača. Na kraju, tu je bio i "pugio", bodež.